# Višnu
Višnu (sanskrtsko विष्‍णु, Viṣṇu) je hindujski bog, vrhovni bog Vaišnavizma (eden od treh glavnih apoenov hinduizma) in eden od treh vrhovnih božanstev (Trimurti) hinduizma.. Je znan tudi kot Narayana in Hari. Kot eden izmed petih primarnih oblik Boga v Smarta tradiciji, ki je bil zasnovan kot "ohranjevalec ali Protector" v Trimurti, hindujski Trojici božanskosti.
V hindujskih svetih besedilih Višnuja običajno opisujejo da ima temno polt kot z vodo napolnjeni oblaki in da ima štiri roke. Upodobljen je kot svetlo modro bitje, saj so njegove inkarnacije Rama in Krišna. Ima padma (Lotosov cvet) v svoji spodnji levi roki, kaumodaki gada (žezlo) v svoji spodnji desni roki, panchajanya shankha (školjka) v svoji zgornji levi roki in disk, orožje ki velja za enega od najmočnejših orožij po hindujski veri sudarshana chakra v svoji zgornji desni roki.

## Sveta besedila - Šruti in Smriti
Šruti je izključno božanskega izvora. Ohranjen je v celoti, verz za verzom. Vključuje štiri Vede (Rigveda, Jadžurveda, Samaveda in Atharvaveda), Brahmana, Aranyaka in Upinšade s komentarji.
Smriti (sanskrt: स्मृति, IAST: Smrti), dobesedno "tisti, ki se spomni", se nanaša na posebno telo hindujskih verskih svetih spisov pripisani avtorju, v nasprotju z Śruti (vedska literatura), ki velja za neavtorsko, božansko v svojih tradicijah. Smriti je izpeljano delo in se šteje za manj verodostojno od Šruti v hinduizmu.

## Avatarji boga Višnuja
Višnu v Rigvedi še ni predstavljen kot posebljeni bog, ampak je bolj izraz sonče energije. Kasneje, v božji troedinosti, poleg stvarnika Brahme in uničevalca Šive, postane ohranjevalec vesolja. Kot avatar je utelešenje božje zavesti na Zemlji; tu se svobodno uteleša in ne spada kot navadni ljudje v krog ponovnih rojstev. Ves čas zemeljskega življenja se tudi zaveda svojega božjega poslanstva. Višnu se kot avatar uteleša v različne pojavne oblike, da bi podprl duhovni razvoj človeštva.

### Matsja - riba
Bog Brahma je po koncu enega stvarjenja in pred začetkom drugega spal 4320 milijonov let - to je bila Brahmanova noč, obdobje, v katerem ni zavestnega bivanja. Demon Hajagriva mu je v tem času ukradel Vede. Brahma brez svetih knjig ni mogel ustvariti novega sveta. Zato se je Višnu pojavil v podobi ribe (Matsja). V prapotopu je izsledil demona, skritega v polžji hišici in ga premagal. Brahma se je zbudil, Višnu kot Matsja pa mu je izročil Vede. Novo stvarjenje se je lahko začelo.
V Indiji o rešitvi človeštva iz potopa pripoveduje več mitov. Praprednik ljudi, Manu, je ujel ribo in jo varoval. Ko je kasneje prišlo do velikega potopa, je njegova žival, ki je zdaj zrasla v velikansko ribo, iz hvaležnosti potegnila njegov čoln na varno in tako človeštvu omogočila nov začetek. V mitu o Matsji je rešitev že vključena v simbol odrešujoče duhovne modrosti: Višnu je naročil modrecu Satjavratu, naj zbira zelišča, semena in živali in naj k sebi povabi sedem rišijev (modrecev). Ko se je začelo veliko deževje in so narasla morja grozila, da bodo preplavila Zemljo, so rišiji z živalmi, semeni in rastlinami stopili v čoln, ki so ga s pomočjo kačjega kralja, Vasukija, privezali k Matsji; bog v podobi ribe je čoln vlekel skozi Brahmanovo noč in tako rešil človeštvo pred potopom. 
Najstarejšo omembo mitske ribe Matsje najdemo v zbirki spisov Jadžurveda (10. stoletje pr. n. št.), v kateri je tudi bajka o velikem potopu. V središču te mitske pripovedi je boj med temo in svetlobo - motiv, ki ga najdemo v mitih vseh kultur. To je boj med dnevom in nočjo, med nastajanjem in minevanjem, med nezavednim spanjem in prebujanjem zavesti. Nenadna skladnost teh mitov, ki pripadajo različnim in med seboj oddaljenim kulturam, je presenetljiva. Eden od mitov mehiških Majev pozna podobno vodno bitje, ki biva v velikanski školjki. V pripovedih iz prednje Azije nastopa več bogov, ki so pol ljudje, pol ribe in imajo ribje telo, kot na primer Dagon, morsko božanstvo nekdanjega pomorskega ljudstva Filistejcev. Vsa ta bitja so povezana z začetki človeške zgodovine, s pravodami ali pa z miti o potopu.

### Kurma - želva
Višnu se je štiri milijone let potem, ko se je pojavil v obliki ribe, utelesil v želvi (Kurma). Na hrbtu je nosil goro Mandara. V tistem času so bogovi (deve) in demoni (asure) izgubili nesmrtnost. Po Višnujevem nasvetu so kačo Vasuki ovili okrog gore in jo začeli vleči; bogovi na eni, demoni pa na drugi strani. Na ta način so vrtinčili ocean, kajti pridobiti so hoteli amrito, pijačo nesmrtnosti. 
Zaradi silnega gibanja so z gore Mandara v mlečno, zapenjeno morje, padli kamni in iz njih so nastale gore našega sveta. Iz las, ki so se odtrgali od želve in jih je morski tok zanesel na obalo, so nastale rastline. Iz mlečnega morja so prišle čudovite stvari, ki so bile potrebne v kasnejših obdobjih: krava preobilja, rajsko drevo, boginja sreče in ljubezni (Lakšmi), nebeški konj in seveda amrita, pijača nesmrtnosti. Ko je bila amrita pridobljena, so demonski asure prelomili dogovor in se polastili posode s pijačo nesmrtnosti. Višnu je nato prevzel podobo Mohini, najlepše ženske v zgodovini sveta. Demoni so se, zaslepljeni zaradi njene lepote, zbrali okrog Mohini, bogovi pa so medtem do zadnje kaplje izpili nektar nesmrtnosti. 
Želva lahko doseže visoko starost in se giblje zelo počasi. Zato simbolizira pogled na stvari, ki segajo preko velikih časovnih obdobij. Ta pogled je soroden božjemu opazovanju z zornega kota večnosti.

### Varaha - merjasec
Višnu je v tretjem utelešenju kot merjasec rešil Zemljo iz sedmih podzemnih svetov. Višnuja častijo kot boga, ki je prisoten vsepovsod. Izn njegovega popka se je rodil stvarnik vsega bivajočega, Brahma. 
Višnu je sloves ohranjevalca sveta potrdil najbolj z utelešenjem v merjasca Varaho. Ko se je nekoč začela nova era, se je Zemlja potopila v vodovje pračasa. In kot mati, ki ne okleva in takoj skoči za svojim otrokom, ki je padel v vodo, da bi ga rešila, je Višnu najprej pomislil, kako bi Zemljo ohranil. Spremenil se je v merjasca, najmočnejšo močvirsko žival in se potopil v praocean. Tam je ubil nevarnega demona Hiranjakšo, zemljo na svojih velikanskih čekanih dvignil iz vode in jo tako rešil pred potopitvijo v pradavni kaos.

### Narasimha - človek lev
S četrtim utelešnjem Višnuja se znajdemo v svetu, v katerem že prebivajo ljudje, vlada pa jim kralj demonov Hiranjakašipu (»zlato oblačilo«). Nenehno preganja svojega sina Prahlada, ki veruje v božanstvo oz. v Višnuja. Višnu si mora za zmago nad demonom izmisliti nekaj posebnega, kajti demone (asure) je zelo težko premagati, saj se kot prebivalci nekakšnega vmesnega sveta spretno izogibajo napadom. 
Višnu se je zato domislil posebne zvijače. Utelesil se je v umetelno izdelan steber pri vhodnih vratih demonove palače, ki je stal znotraj in obenem zunaj stavbe. Steber je predstavljal bitje, ki je bilo pol lev, pol človek (Narasimha). Ko je demon v somraku prišel pred palačo, se je steber razklal, iz njega pa je nepričakovano stopilo silno telo boga v podobi levjega človeka. Pobil je demone, ki jih je proti njemu poslal kralj Hiranjakašipu in uničil sijajno dvorano v palači. Potem je demona položil čez koleno in mu raztrgal prsi. 
Lev je v mnogih kulturah simbol ponosa, časti, poguma in moči. Zato so Višnuja kot človeka leva posebej častili pripadniki vojaške kaste in kralji. Člani kaste so verjeli, da bo vsak pogumen človek, ki zaupa Višnuju kot ohranjevalcu vesoljskega reda, od njega tudi v najhujšem položaju deležen pomoči. 
Utelešenje boga v človeka leva je simbol prehoda k vladavini zavesti, ki se je prebudila v človeku. Ostanek zgodnjih razvojnih stopenj je surovo in barbarsko klanje demonov in njihovih voditeljev. S Prahladom, demonovim sinom, se pojavi ideja ljubeči predanosti božanskemu (bhakti) na svetu in s tem prava človečnost: ljubezen in skromnost proti domišlavosti in zverinskosti. To je zametek človeškega ideala, ki ga je hinduizem razvijal naprej: odpoved jazu v askezi in predanosti bogu.

### Vamana - pritiklavec
Prva štiri Višnujeva utelešenja so se zgodila v kritajugi - prvem od širih svetovnih obdobij. Njegovo peto utelešenje pa je bilo prvo v drugem obdobju, imenovanem tretajuga. V njem so že obstajali trije svetovi: nebo, Zemlja in podzemlje. Krepostni kralj Bali si je s pobožnostjo in askezo pridobil nad njimi oblast, ki so jo bogovi ocenili kot Balijevo ošabnost. Menili so, da njihova moč in nadvlada slabita. In kot vedno, kadar so bili zakoni med nbom in Zemljo ogroženi, so na pomoč poklicali Višnuja, ki se je spustil na Zemljo.
Višnu si je spet izmislil nenavadno zvijačo. Balija je presenetil med duhovno vajo in se mu prikazal v podobi neuglednega pritiklavca (Vamana). Skromno ga je prosil, naj mu da za tri korake zemlje, na kateri bo postavil ognjišče. Bali je bil osupel zaradi te smešne prošnje iz ust pritiklavca in jo je uslišal. Tedaj pa se je Višnu spremenil v svojo kozmično podobo, ki je sestavljena iz vseh bogov. Mesec in Sonce so njegove oči, nebo njegova glava, Zemlja noge, ozvezdja njegov pogled, sončni žarki njegovi lasje, zvezde pa njegove pore. Višnu je z dvema korakoma premeril nebo in Zemljo, a iz spoštovanja do Balijeve dobrote se je nato ustalil in mu prepustil nepredirno globino, svet podzemlja. 
Avatar pritiklavec je pogosto upodobljen s senčnikom, ki ga drži v roki, včasih pa je simbol že sam senčnik. Senčnik oz. sončnik je preponavno znamenje indijskih duhovnikov iz kaste brahmanov. Njemu je podoben drug zanimiv simbol: šamani v osrednji Aziji so kot znak magične moči, ki je značilna za njihove psihoaktivne svete gobe, poznali postavo pritiklavca (škrata) pod gobo. Nekateri raziskovalci menijo, da je mušnica tista skrivnostna rastlina, ki je opisana v spisih vedskih Arijcev

### Parašu - Rama - Rama s sekiro
Višnu je moral priti na Zemljo kot šesto utelešnje, ker so člani kaste vojakov, knezov in kraljev (kšatrijev) postali objestni. Začeli so se izdajati za gospodarje sveta in si drznili preganjati duhovnike] ter si domišljali, da bodo z neba pregnali bogove. Da bi se božji red ohranil, je bilo Višnjujevo posredovanje neizogibno. Utelesil se je v Ramo s sekiro (Parašu Rama) in s silnimi udarci vojake pobil. 
Parašu Rama je bil rojen v duhovniški kasti brahmanov, a je bil nenavadno močan in bolj divji bojevnik od vseh drugih kšatrijev. Ko je izvedel, da je kralj Ardžuna s sinovi ukradel kravo izobilja (surabhi), ki izpolnjuje vse želje, se je zelo razjezil. Krava je simbol neba, ki je človeštvu dajala sveto mleko življenja. Višnu je želel zlomiti ošabnost in nečloveško tiranijo kšatrijev. Prisegel je da šel iztrebiti vse kšatrije. V številnih bitkah je nizal zmago za zmago in zgodbo o tem pripoveduje znameniti indijski ep Mahabharata. 
Toda Višnu kaste vojakov ni povsem uničil, kajti viteška drža, ki so jo utelešali in h kateri je sodilo tudi varstvo ubogih in šibkih, ni smela izginiti. Zato je dovolil, da so potomci vojakov kasto obnovili.

### Rama - junak Ramajane
Višnu se v sedmem utelešenju spet pojavi kot Rama, sin mogočnega kralja Dašaratha. A, če je prejšnjem utelešenju še želel uničiti vojaško kasto kšatrijev, je zdaj sam zgleden kšatri. Bog živi v tej podobi zato, da bi ljudem pokazal, kako je mogoče živeti viteško, a se vendarle držati božjih zakonov. 
Ramajana, kar pomeni »Ramovo življenje« je najstarejši ep sanskrtske književnosti, napisal naj bi ga legendarni modrec Valmiki. V njem je opisano življenje Višnuja, utelešenega v Rami. V središču pripovedi je Ramova soproga Sita, ki jo je kralj demonov Ravana ugrabil in odpeljal na Šrilanko. Rama s pomočjo zvestega boga opic Hanumana, demone premaga in se s Sito vrne v domače mesto Ajodhja; tu Sita umre in odide v nebo.

### Krišna - pastirski bog
Višnu ob koncu tretje ere (dvaparajuga) z osmim utelešenjem postane Krišna, ker želi brez usmiljenja pobiti demone, zlasti okrutnega Kamso. Za častilce boga Višnuja je Krišna pojavna oblika Odrešenika.
Malo pred začetkom naše ere se je Višnu utelesil v lepega in ljubeznivega kraljevega sina Krišno. To bitje je nasprotje izrojenosti oblasti in razkošja, ki je prizadela častitljivi rod Jadavov. Do tega je prišlo zaradi okrutnega vladarja Kamse, ki se je rodil iz ljubezenske avanture njegove matere z demonom (asuro). Kamsa je začel načrtno uničevati uveljavljeni moralni red. Spodkopal je ugled ženske, saj je, med drugim, svojo sestro, čarovnico, uporabil kot angela smrti: za Kamso si je prsi natrla s strupom, potem pa se je šla materam ponujat za dojiljo. Na ta način je Kamsa ustvaril podobo ženske kot morilke otrok. Ukazal je zaklati tudi svete krave in užival je njihovo meso. Predvsem pa je preganjal varuhe vere, ker je želel izbrisati spomin na trojstvo indijskih bogov, Brahme, Višnuja in Šive, zlasti pa na Višnuja.
Ko se je Vasudevi in njegovi družici Devaki iz rodu Jadavov rodil sin Krišna, sta ga skrila pri nekem pastirskem plemenu, ker je Kamsa, vznemirjen zaradi prerokovanj svojih demonskih svetovalcev, ukazal umoriti vse otroke v upanju, da bo med njimi tudi Krišna in se ga bo tako tudi znebil. Toda Krišno je pred Kamsovimi napadi vedno rešilo božje posredovanje. Z lepo pastirico Radho in mnogimi drugimi kravjimi pastiricami (gopi) je srečno živel v ljubezni in blaženosti. Par Krišna in Radha ponazarja večno ljubezen med človekom in bogom. Krišna je končno ubil Kamso, sedel na prestol in Višnujev kult je dosegel nov razcvet. Krišnova smrt je pomenila začetek mračne četrte in zadnje ere (kalijuga).
Krišna je v hinduizmu zelo spoštovan in posvečena mu je tudi slavna Bhagavadgita (»Pesem vzvišenega« ali »Gospodova pesem«), eno najpomembnejših hindujskih besedil. Krišna v njem kot voznik bojnega voza poučuje junaka Ardžuno in mu razlaga poti joge kot možnost za združitev z »najvišjo resničnostjo«. Ukvarjanje z nauki Bhagavadgite je v tradicionalni indijski družini del vsakodnevne verske vzgoje.

### Višnu kot Buda
Kako prilagodljiv je hinduizem nam pove dejstvo, da se je Sidharta Gautama kot Buda, ustanovitelj budizma, čez noč spremenil v utelešenje boga Višnuja, obenem pa je postalo očitno rivalstvo med budisti in privrženci Višnuja. Ta naj bi se na začetku naše ere (kalijuga) v devetem utelešenju na Zemlji pojavil kot Buda.
Od 6. st pr. n. št. je začelo naraščati nezadovoljstvo prebivalcev zaradi verske oblasti in nadzora, ki jo je začela izvajati brahmanska kasta. Mnogi ljudje so hrepeneli po novi duhovni usmeritvi. Iskalci boga so vsepovsod hodili po deželi in oznanjali svoje nove nauke in nekateri od njih so se ohranili vse do danes. Najpomembnejši je bil nauk princa Sidharte Gautame iz kraljestva Šakja, ki je po dolgih letih iskanja doživel v globokem razmišljanju pod nekim figovcem razsvetljenje. Ko je vstal izpod drevesa, je bil »Razsvetljeni« in začel je oznanjati nauk budizma.
V 11. st. so v Indijo z zahoda začele vdirati islamske vojske in to je pomenilo konec Budovega nauka v njegovi domovini. Budizem je bil odrinjen v odročne kraje dežele in novo domovino si je našel v Tibetu, na Kitajskem in jugovzhodni Aziji. Toda hinduizem si je v tistem času Budo že davno prisvojil, saj je v njem pustil globoke sledove, ki jih ni bilo mogoče zbrisati. Brahmani so tekmeca spremenili v zagovornika njihove vere in Buda povzdignili v avatarja oziroma v utelešenje Višnuja.

### Kalki - beli konj
Višnujevo deseto in zadnje utelešenje je najbolj nenavadno. Je utelešenje prihajajočega boga in Višnu se v njem še ni inkarniral na Zemlji. Po južno-indijskem izročilu se bo Višnu pojavil kot beli konj Kalki, po brahmanskem književnem izročilu pa bo kot jezdec Kalki prišel na belem konju Devadati. 
V hinduizmu prevladuje prepričanje, da po Budi, devetem Višnujevem avatarju, obstajajo samo še delni avatarji. To pa zato, ker je svet zdaj v eri kalijuga. V tem mračnem obdobju se je ohranila le še četrtina poštenosti, spiritualnih naporov ni več, duhovna spoznanja so pozabljena, prevladujejo zlo, bolezen, jeza, zavist, grabežljivost, vojna in obup. Kalijuga se bo končala z velikim uničenjem sveta. Po njem bo nastopila Brahmanova noč, v kateri bo Brahma spal 4320 milijonov let, do naslednjega stvarjenja sveta in začetka »velikega kroženja vseh časov" (mahajuga). Propad bodo povzročili demoni (asure), ki bodo ljudem zameglili duh in jih odvrnili od prave poti.
Ob koncu te ere bo prišel Višnu kot jezdec na belem konju Kalki. Konj je prispodoba mogočnosti, bela barva pa moči, ki jo bo imel prihajajoči Višnu. Z mečem bo premagal demone, a propada sedanjega sveta ne bo mogel preprečiti. Svet bo potonil in naredil prostor za nov cikel božjih utelešenj.